# Chloe x Halle

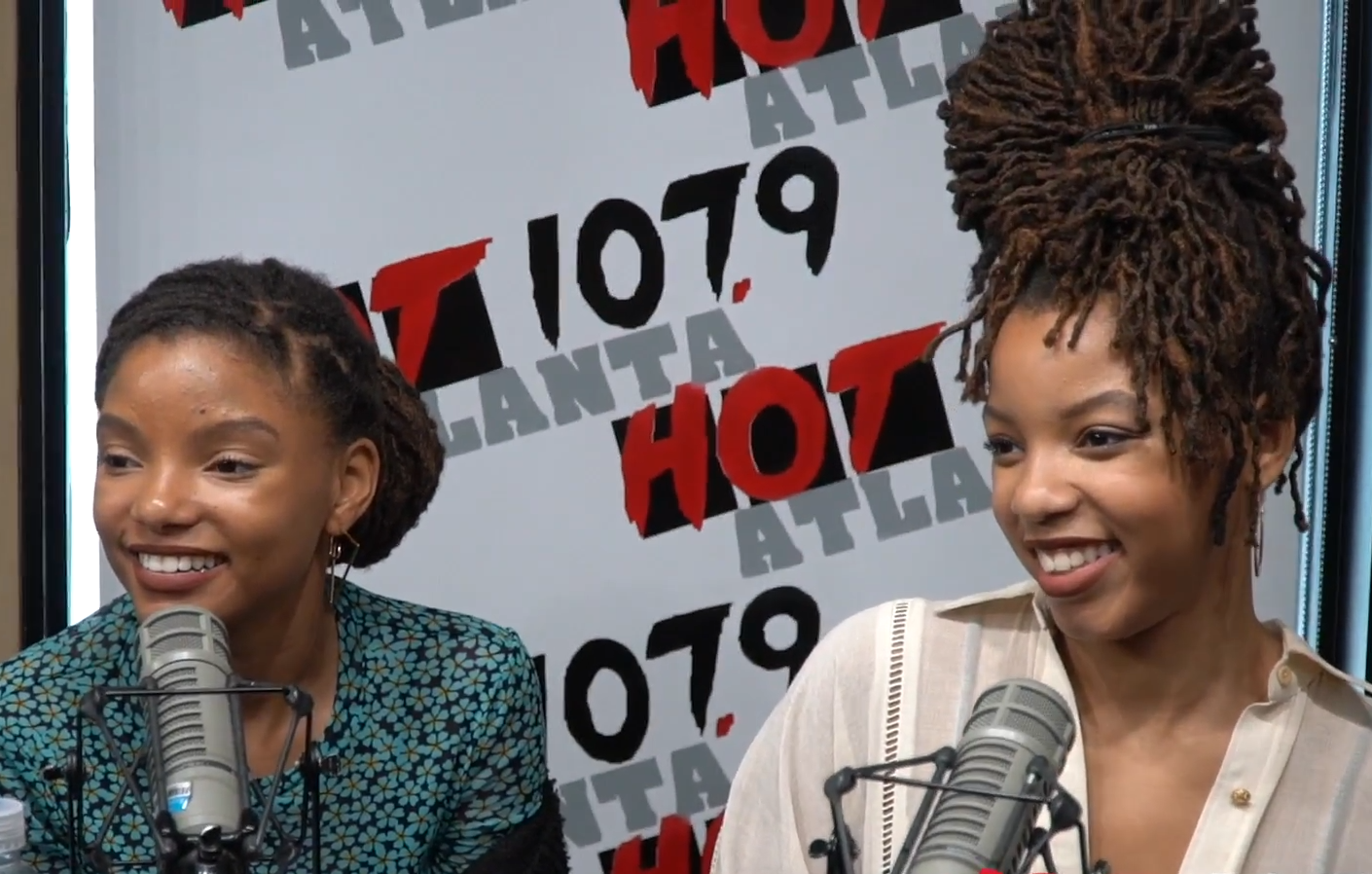
Chloe x Halle, 2018

Chloe x Halle ist ein US-amerikanisches R&B-Duo, bestehend aus den Schwestern Chloe Bailey (* 1998) und Halle Bailey (* 2000).

## Karriere
Die beiden aus Atlanta, Georgia, stammenden Schwestern begannen damit, Coverversionen von bekannten Songs auf YouTube zu veröffentlichen. Insbesondere ihre Version des Titels Pretty Hurts von Beyoncé war mit über 15 Millionen Abrufen erfolgreich. Unter anderem Beyoncé selbst wurde darauf aufmerksam, wodurch die beiden 2015 einen Vertrag beim Label Parkwood Entertainment erhielten. Sie sind auf Beyoncés Album Lemonade zu sehen.
Am 29. April 2016 veröffentlichten sie mit Sugar Symphony ihre erste EP, mit dem Song Drop traten sie bei den BET Awards 2016 auf.
Der Rolling Stone listet ihr 2017 veröffentlichtes Mixtape The Two of Us als eines der 20 besten R&B-Alben des Jahres 2017. Sie schrieben das Lied Grown als Titelsong der ABC-Serie Grown-ish – einem Spin-off der Serie Black-ish – in der die beiden selbst eine Hauptrolle spielen.
Ihr Debütalbum The Kids Are Alright erschien am 23. März 2018. Das auf diesem Album erschienene Lied Warrior diente auch als Soundtrack für den Film Das Zeiträtsel. Beim Super Bowl LIII am 3. Februar 2019 in Atlanta sangen sie vor dem Spielbeginn America the Beautiful, ihr Auftritt wurde positiv aufgenommen.
Mit Ungodly Hour erschien 2020 das zweite Album des Duos. Es wurde von Parkwood Entertainment und Columbia Records released, nachdem es zuerst für den 5. Juni angekündigt war. Der Releasetermin wurde kurzfristig verschoben, um nicht die Aufmerksamkeit von der zu dieser Zeit aufkeimenden Black-Lives-Matter-Bewegung abzulenken. Vorab wurden die Singles "Ungodly Hour" und "Do It" released, welche zu ihren mitunter bislang erfolgreichsten Singles wurden. Das Album wurde in 3 Kategorien für einen Grammy bei der Verleihung 2021 nominiert. Die Single Do It aus diesem Album schaffte den Sprung in die Billboard Hot 100.

## Diskografie

### Alben
- 2018: The Kids Are Alright
- 2020: Ungodly Hour

### EPs
- 2013: Uncovered
- 2016: Sugar Symphony
- 2020: Spotify Singles

### Mixtapes
- 2017: The Two of Us

### Singles
- 2016: Drop
- 2016: Fall
- 2018: Grown
- 2018: The Kids Are Alright
- 2018: Happy Without Me (mit Joey Badass)
- 2018: Catch Up (mit Swae Lee feat. Mike Will Made It)
- 2018: Do It
- 2020: Forgive Me

## Auszeichnungen
Chloe x Halle waren für die NAACP Image Awards 2017, die BET Awards 2018 die MTV Video Music Awards 2018 und die MTV Europe Music Awards nominiert.
Darüber hinaus waren sie in den Kategorien Best New Artist und Best Urban Contemporary Album für die Grammy Awards 2019 nominiert. Bei der Verleihung der Grammy Awards 2021 sind sie in den Kategorien Best Traditional R&B Performance, Best R&B Song und Best Progressive R&B Album nominiert.

## Auszeichnungen für Musikverkäufe
| Platin-Schallplatte - Brasilien - 2021: für die Single Do It |

Anmerkung: Auszeichnungen in Ländern aus den Charttabellen bzw. Chartboxen sind in ebendiesen zu finden.
| Land/RegionAuszeichnungen für Musikverkäufe (Land/Region, Auszeichnungen, Verkäufe, Quellen) | Gold | Platin     | Verkäufe  | Quellen             |
| -------------------------------------------------------------------------------------------- | ---- | ---------- | --------- | ------------------- |
| Brasilien (PMB)                                                                              | —    | Platin1    | 40.000    | pro-musicabr.org.br |
| Vereinigte Staaten (RIAA)                                                                    | —    | Platin1    | 1.000.000 | riaa.com            |
| Insgesamt                                                                                    | —    | 2× Platin2 |           |                     |